# Magura (zila)
Magura is een district (zila) in de divisie Khulna van Bangladesh. Het district telt ongeveer 850.000 inwoners en heeft een oppervlakte van 1048 km². De hoofdstad is de stad Magura.

## Bestuurlijk
Magura is onderverdeeld in 4 upazila (subdistricten), 36 unions, 700 dorpen en 1 gemeente.
Subdistricten: Magura Sadar, Mohammadpur, Salikha en Sreepur